# Église Saint-Cœur-de-Marie de Saint-Cœur-de-Marie
L'église Saint-Coeur-de-Marie est un établissement patrimonial religieux à Saint-Cœur-de-Marie dans la municipalité d'Alma.